# You and Idol Pretty Cure
You and Idol Pretty Cure♪ (キミとアイドルプリキュア♪?, Kimi to Aidoru Purikyua♪, Kimi to Idol Precure♪) è la ventiduesima serie televisiva anime del franchise di Pretty Cure, creata da Izumi Tōdō e prodotta dalla Toei Animation. Viene trasmessa in Giappone su TV Asahi dal 2 febbraio 2025.
You and Idol Pretty Cure♪ è preceduta da Wonderful Pretty Cure!.

## Trama
Uta Sakura è una ragazza che ama cantare e che frequenta il secondo anno delle scuole medie. Un giorno, mentre sta portando a passeggio il suo cane Kyu, Uta viene sorpresa dall'incontro con la fatina Purirun. Questa le racconta di essere alla ricerca delle leggendarie salvatrici, le Idol Pretty Cure: il suo paese natale, KirakiLand, che un tempo risplendeva in pace e in armonia, è stato soggiogato nell'oscurità da Darkine, che comanda la Banda Chokkiri. Decisa ad aiutare Purirun nella ricerca delle radiose Idol Pretty Cure per far tornare KirakiLand al suo antico splendore, Uta si imbatte nella Banda Chokkiri che sta togliendo il bagliore agli abitanti della sua città. A quel punto Uta, piena di determinazione, esprime il desiderio di trasmettere radiosità alle persone attraverso il suo canto e si trasforma nella leggendaria salvatrice Cure Idol. A lei si uniscono anche la compagna di classe e pianista Nana Aokaze (Cure Wink) e la tenace ballerina di un anno più giovane Kokoro Shigure (Cure Kyun-Kyun) per poter fermare i piani della Banda Chokkiri e per far risplendere la luce nel cuore delle persone. Dopo del tempo si aggiungono al terzetto iniziale anche la stessa Purirun (Cure Zukyoon) e la fatina sensibile ma coraggiosa Meroron (Cure Kiss).

## Personaggi

### Pretty Cure
Uta Sakura (咲良 うた?, Sakura Uta) / Cure Idol (キュアアイドル?, Kyua Aidoru)
Doppiata da: Misato Matsuoka (ed. giapponese)
Nata il 27 marzo, è la protagonista della serie, ha 14 anni e frequenta la seconda media ad Hanamichi Town. Ama cantare e le cose che lei definisce "Kirakiranran", ovvero tutto ciò che luccica e che fa sorridere. Ha un carattere brillante ed energico e spesso si mette a cantare sul momento i sentimenti che prova. Nel tempo libero aiuta i suoi genitori nella gestione del loro ristorante in stile retrò, Kissa Glitter (喫茶グリッター?, Kissa Gurittā), servendo ai tavoli e cantando per i clienti. La frase che ripete spesso è "Kirakiranran~♪" (「キラッキランラン～♪」?, "Kirakiranran~♪"). Si trasforma in Cure Idol, la Idol Pretty Cure dal fan service "Idol Smile", di colore rosa e con il simbolo del cuore. La sua frase di presentazione è «Cantando con te il mio cuore risplende! Un sorriso brillante, Cure Idol!» (《キミと歌う、ハートのキラキラ！笑顔ニッコリ、キュアアイドル！》?, «Kimi to utau, hāto no kirakira! Egao nikkori, Kyua Aidoru!») e la sua canzone è Egao no Unison♪ (笑顔のユニゾン♪?, Egao no Yunizon♪).
Nana Aokaze (蒼風 なな?, Aokaze Nana) / Cure Wink (キュアウインク?, Kyua Uinku)
Doppiata da: Minami Takahashi (ed. giapponese)
Nata il 6 luglio, ha 14 anni, frequenta la seconda media ad Hanamichi Town ed è una compagna di classe di Uta. È gentile, intelligente ed è brava a suonare il pianoforte, attività in cui ha già vinto numerose competizioni e che pratica da quando era bambina. Sua madre è una famosa pianista, attualmente in tour per la Francia. Molti anni prima ha conosciuto Uta ad un saggio di pianoforte e da allora usa fare l'occhiolino che le ha insegnato come un incantesimo di incoraggiamento prima di ogni competizione. La sua frase preferita è "Fa un passo in avanti con un Win-Win Wink!" (「一歩踏み出す Ｗｉｎ－Ｗｉｎ ウインク！」?, "Ippo fumidasu Uin-Uin Uinku!"). Si trasforma in Cure Wink, la Idol Pretty Cure dal fan service "Wink", di colore blu e con il simbolo della stella a quattro punte. La sua frase di presentazione è «Ammiccando con te il mio cuore si incoraggia! Un battito di ciglia, Cure Wink!» (《キミと瞬く、ハートの勇気！お目目パッチン、キュアウインク！》?, «Kimi to matataku, hāto no yūki! Omeme pacchin, Kyua Uinku!») e la sua canzone è Mabataki no Gosenfu (まばたきの五線譜?).
Kokoro Shigure (紫雨 こころ?, Shigure Kokoro) / Cure Kyun-Kyun (キュアキュンキュン?, Kyua Kyun-Kyun)
Doppiata da: Natsumi Takamori (ed. giapponese)
Nata l'11 maggio, ha 13 anni e frequenta la prima media ad Hanamichi Town. È una ragazza appassionata di danza dallo spirito tenace e pieno di passione che alcune volte tende a nascondere i suoi veri sentimenti alle persone. È una grande fan delle Idol Pretty Cure, tanto da aver fondato un club scolastico a loro dedicato. Vive con sua madre e con i suoi nonni materni, mentre suo padre è morto quando lei era ancora piccola. La frase che ripete spesso è "Sento il cuore palpitare forte!" (「心キュンキュンしてます！」?, "Kokoro kyunkyun shitemasu!"). Si trasforma in Cure Kyun-Kyun, la Idol Pretty Cure dal fan service "Kyun-Kyun Pose", di colore viola e con il simbolo della goccia. La sua frase di presentazione è «Danzando con te il mio cuore batte a ritmo! Un cuore che palpita, Cure Kyun-Kyun!» (《キミと踊る、ハートのリズム！心キュンキュン、キュアキュンキュン！》?, «Kimi to odoru, hāto no rizumu! Kokoro kyunkyun, Kyua Kyun-Kyun!») e la sua canzone è Kokoro Revolution (ココロレボリューション?, Kokoro Reboryūshon).
Purirun (プリルン?, Purirun) / Cure Zukyoon (キュアズキューン?, Kyua Zukyūn)
Doppiata da: Yoshino Nanjō (ed. giapponese)
Nata il 9 ottobre, è una fatina verde, arrivata da KirakiLand ad Hanamichi Town per cercare le leggendarie salvatrici Idol Pretty Cure. Ama rilassarsi e fare le cose prendendosi i suoi tempi. Quando la si guarda negli occhi si può scorgere al loro interno un mare di scintille. Ama mangiare, specialmente rubando il cibo ad Uta, e ama fare il tifo per le Idol Pretty Cure con le KirakiLight. È solita fotografare e caricare sui social media tutto quello che le suscita interesse e proprio per questo riesce a far diventare virali le Idol Pretty Cure. È in grado di percepire i Makkuranda e di vedere chi è la persona intrappolata al loro interno. Finisce le sue frasi con l'intercalare "~puri" (「〜プリ」?, "~puri"). Dopo essere tornata a KirakiLand decide, con l'aiuto di Meroron, di utilizzare l'Heart Kirari Lock per poter proteggere Cure Idol e trasformarsi in una Pretty Cure, sacrificando però tutti i suoi ricordi assieme ad Uta. Anche se secondo Meroron sarebbe stato impossibile per lei riacquisire i suoi ricordi sulla Terra, visto l'intenso potere dell'Heart Kirari Lock, dopo del tempo riesce, grazie alla determinazione e al canto di Uta, a ricordare l'amica e tutte le loro avventure insieme. Si trasforma in Cure Zukyoon, la Idol Pretty Cure dal fan service "Colpo al Cuore" (「ズキューン」?, "Zukyūn"), di colore bianco e con il simbolo della ottava nota. La sua frase di presentazione è «Puntando precisamente al tuo cuore! Un colpo al cuore con te, Cure Zukyoon!» (《ハートをプリっとロックオン！キミとズッキュン、キュアズキューン！》?, «Hāto wo puritto rokku on! Kimi to zukkyun, Kyua Zukyūn!») e la sua canzone, in coppia con Cure Kiss, è Awakening Harmony.
Meroron (メロロン?, Meroron) / Cure Kiss (キュアキッス?, Kyua Kissu)
Doppiata da: Miharu Hanai (ed. giapponese)
Nata il 7 dicembre, è una fatina rosa originaria di KirakiLand. Vuole molto bene ed è gelosa dell'amica Purirun, che lei chiama con il soprannome "sorellona" (「ねえたま」?, "Nē-tama"), e possiede un animo forte e deciso, considerandosi già responsabile come un'adulta. In realtà è sensibile e in passato ha sofferto molto di solitudine, specialmente quando Purirun è stata mandata sulla Terra per cercare le Idol Pretty Cure, decidendo di partire a sua volta per cercarla e non separarsi mai più da lei. Ama leggere i libri e quando parla tende a enfatizzare i suoi sentimenti in maniera romantica tanto da riuscire a improvvisare sul posto delle poesie. Finisce le sue frasi con l'intercalare "~mero" (「〜メロ」?, "~mero"). Dopo aver accompagnato Purirun a KirakiLand decide di utilizzare con lei il suo Heart Kirari Lock per poter far diventare i loro desideri realtà: ottiene quindi la sua trasformazione come Pretty Cure in coppia con Purirun per poterla proteggere e restare sempre al suo fianco ma, tuttavia, ciò a cui lei abbia rinunciato in cambio rimane un mistero alle altre protagoniste. Si trasforma in Cure Kiss, la Idol Pretty Cure dal fan service "Bacio Lanciato" (「投げキッス」?, "Nage Kissu"), di colore nero e con il simbolo della doppia ottava nota. La sua frase di presentazione è «Il tuo cuore è devoto soltanto a me! Un bacio con te, Cure Kiss!» (《ハートをメロっとひとりじめ！キミと口づけ、キュアキッス！》?, «Hāto wo merotto hitorijime! Kimi to kuchizuke, Kyua Kissu!») e la sua canzone, in coppia con Cure Zukyoon, è Awakening Harmony.

### Antagonisti
Darkine (ダークイーネ?, Dākuīne)
Doppiata da: Rina Satō (ed. giapponese)
È colei che ha gettato KirakiLand nell'oscurità e che impartisce ordini alla Banda Chokkiri.
Chokkirine (チョッキリーヌ?, Chokkirīnu)
Doppiata da: Sayuri Yahagi (ed. giapponese)
È il capo della Banda Chokkiri e fedele sottoposta di Darkine. Odia le cose brillanti.
Cutty (カッティー?, Kattī) / Cuttin (カッティン?, Kattin)
Doppiato da: Hiroki Yamada (ed. giapponese)
È un uomo egoista e freddo facente parte della Banda Chokkiri. È in realtà un grande fan delle Idol Pretty Cure e per questo viene trasformato da Darkine in un mostro che prende il nome di Cuttinda (カッティンダー?, Kattindā). Viene purificato in seguito da Cure Zukyoon e Cure Kiss. Dopo del tempo si rivela in realtà essere una fatina abitante di KirakiLand, corrotto dall'oscurità di Darkine a causa del suo egoismo.
Zakkuri (ザックリー?, Zakkurī) / Zakkurin (ザックリン?, Zakkurin)
Doppiato da: Setsuji Satō (ed. giapponese)
È un uomo arrogante e dall'umorismo pungente facente parte della Banda Chokkiri. Nel corso del tempo comincia ad apprezzare Cure Wink per la sua gentilezza, anche se preferisce nascondere i veri sentimenti. Viene trasformato da Jogi in un mostro che prende il nome di Zakkurinda (ザックリンダー?, Zakkurindā) e viene in seguito purificato da Cure Wink. Dopo del tempo si rivela in realtà essere una fatina abitante di KirakiLand, corrotto dall'oscurità di Darkine a causa della sua arroganza.
Jogi (ジョギ?, Jogi)
Doppiato da: Yū Hayashi (ed. giapponese)
È un uomo incappucciato e di bell'aspetto facente parte della Banda Chokkiri. A differenza di Cutty e di Zakkuri utilizza l'oscurità nascosta nel cuore delle persone per generare i suoi mostri.
Makkuranda (マックランダー?, Makkurandā)
Doppiato da: Masaaki Yano (ed. giapponese)
È il mostro evocato dai nemici rubando la luce emanata dal cuore di una persona e unendola ad un cristallo. Dopo essere stato purificato dalle Pretty Cure rilascia una spilla colorata a forma di fiocco detta "Kirarun Ribbon" (キラルンリボン?, Kirarun Ribon) che, se collezionata in tutte le sue varianti dalle guerriere, riuscirà a riportare la luce a KirakiLand. Una volta sconfitto tutto ciò che ha distrutto torna alla normalità. Indossa una maschera rossa. Dopo alcuni episodi viene potenziato dal potere di Darkine assumendo il nome di Kurayaminda (クラヤミンダー?, Kurayamindā). Questa nuova versione viene evocata da dei cristalli rotondeggianti e possiede una maschera verde.

### Altri personaggi
Pikarine (ピカリーネ?, Pikarīne)
Doppiata da: Sayaka Ōhara (ed. giapponese)
È la regina di KirakiLand, intrappolata nell'oscurità insieme ai suoi sudditi dopo l'attacco di Darkine. Grazie all'Idol Heart Brooch il suo spirito può comunicare con le Pretty Cure.
Tanakahn (タナカーン?, Tanakān) / Tanaka (田中?, Tanaka)
Doppiato da: Jun'ichi Suwabe (ed. giapponese)
È un uomo misterioso che si è presentato improvvisamente a Uta e Nana. In realtà è una fatina originaria di KirakiLand che vive ad Hanamichi Town e che si occupa della mediazione tra i due mondi. Dopo la nascita delle Idol Pretty Cure ne diventa il loro manager e riceve anche un lavoro part-time presso il ristorante dei genitori di Uta. Finisce le sue frasi con l'intercalare "~tana" (「〜タナ」?, "~tana").
Kaito Hibiki (響 カイト?, Hibiki Kaito)
Doppiato da: Daisuke Sakuma (ed. giapponese)
Ha 18 anni. È un cantante, ballerino e attore molto popolare tra le persone di ogni età tanto da essere soprannominato "L'idol leggendario" (レジェンドアイドル?, Rejendo Aidoru).
Kazu Sakura (咲良 和?, Sakura Kazu)
Doppiato da: Hiroya Egashira (ed. giapponese)
È il padre di Uta. Si occupa della cucina nel ristorante di famiglia.
Oto Sakura (咲良 音?, Sakura Oto)
Doppiata da: Sayaka Kitahara (ed. giapponese)
È la madre di Uta. Si occupa della cassa nel ristorante di famiglia.
Hamori Sakura (咲良 はもり?, Sakura Hamori)
Doppiata da: Yūko Iida (ed. giapponese)
È la sorella minore di Uta.
Kyutarou (きゅーたろう?, Kyūtarō)
Doppiato da: Kenjirō Tsuda (ed. giapponese)
È il cane domestico della famiglia di Uta. In passato era stato il cucciolo di sua nonna paterna Atsuko prima che lei morisse sei anni prima gli avvenimenti della serie. Dato il grande dolore di Uta dopo la scomparsa della nonna, Heiji, suo nonno, decise di affidarle Kyutarou per poterle stare accanto anche nei momenti più tristi come faceva la moglie con la nipote.
Hajime Aokaze (蒼風 一?, Aokaze Hajime)
Doppiato da: Toshiki Watanabe (ed. giapponese)
È il padre di Nana.
Mutsumi Aokaze (蒼風 睦美?, Aokaze Mutsumi)
Doppiata da: Meiko Kawasaki (ed. giapponese)
È la madre di Nana. È una famosa pianista, attualmente in tour per la Francia.
Shinji Shigure (紫雨 信二?, Shigure Shinji)
Doppiato da: ? (ed. giapponese)
È il padre defunto di Kokoro.
Ai Shigure (紫雨 愛?, Shigure Ai)
Doppiata da: Yūmi Kawashima (ed. giapponese)
È la madre di Kokoro. Lavora molto per poter mantenere la sua famiglia ed è spesso occupata, ma vuole molto bene a Kokoro e cerca di essere sempre presente per lei.
Makoto Nishimura (西村 誠?, Nishimura Makoto)
Doppiato da: ? (ed. giapponese)
È il nonno di Kokoro.
Keiko Nishimura (西村 恵子?, Nishimura Keiko)
Doppiata da: Sachiko Yōda (ed. giapponese)
È la nonna di Kokoro.
Fujimi (富士見?, Fujimi)
Doppiato da: Yoshiyuki Shimozuma (ed. giapponese)
È l'insegnante della classe di Uta e Nana.
Mikoto Higashinaka (東中 みこと?, Higashinaka Mikoto)
Doppiata da: Natsumi Murakami (ed. giapponese)
È la migliore amica e compagna di classe di Uta. È una grande fan di Cure Idol.
Wakaba Shinbashi (新橋 わかば?, Shinbashi Wakaba) & Ruka Sakaue (坂上 るか?, Sakaue Ruka)
Doppiate da: Mayuko Kazama e Mariko Higashiuchi (ed. giapponese)
Sono due compagne di classe di Uta e Nana.
Odoru Sunda (寸田 躍?, Sunda Odoru)
Doppiato da: Akihiro Shinohara (ed. giapponese)
È uno studente al terzo anno di scuola media presso la stessa scuola frequentata da Uta, Nana e Kokoro. Fa parte del club di danza e vorrebbe che Kokoro ne diventasse un membro.

## Media

### Anime
You and Idol Pretty Cure♪ è la ventiduesima serie televisiva anime del franchise di Pretty Cure, creata da Izumi Tōdō e prodotta dalla Toei Animation. La serie è diretta da Chiaki Kon, scritta da Yōichi Katō e con il character design di Miho Sugimoto. La sigla originale di apertura è Kimi to Idol Precure♪ Light Up! (キミとアイドルプリキュア♪ Ｌｉｇｈｔ　Ｕｐ！?), cantata da Ami Ishii, Akane Kumada e Chihaya Yoshitake e composta da Keiichi Hirokawa con il testo di Sumiyo Mutsumi; le sigle di chiusura sono Trio Dreams per gli ep. 1-21, cantata da Cure Idol (Misato Matsuoka), Cure Wink (Minami Takahashi) e Cure Kyun-Kyun (Natsumi Takamori), composta da Misaki Umase con i testi di Shōko Ōmori, e Kimi to Lulala (キミとルララ?), alla quale, rispetto alla prima, si aggiungono le voci di Cure Zukyoon (Yoshino Nanjō) e Cure Kiss (Miharu Hanai). Del video della sigla di testa sono state realizzate due versioni: rispetto alla prima, nella seconda vengono aggiunge Cure Zukyoon e Cure Kiss in alcune scene. Alla fine di ogni anticipazione dell'episodio successivo è presente un breve segmento intitolato Fan Service Lesson♪ (ファンサレッスン♪?, FanSa Ressun♪), in cui ogni volta una delle protagoniste insegna al pubblico una posa diversa.
Questa lista è suscettibile di variazioni e potrebbe essere incompleta o non aggiornata.

| Nº | Titolo italiano (traduzione letterale) Giapponese 「Kanji」 - Rōmaji | In onda          | In onda |
| Nº | Titolo italiano (traduzione letterale) Giapponese 「Kanji」 - Rōmaji | Giapponese       |         |
| 1  | Kirakiranran♪ Il debutto di Cure Idol! 「キラキランラン♪ キュアアイドルデビュー！」 - Kirakiranran♪ Kyua Aidoru debyū!                                                          | 2 febbraio 2025  |         |
| 2  | Sto diventando virale!? 「私、バズっちゃってる！？」 - Watashi, bazucchatteru!?                                                                                                 | 9 febbraio 2025  |         |
| 3  | Abbi coraggio♪ Il debutto di Cure Wink! 「勇気を出して♪ キュアウインクデビュー！」 - Yūki wo dashite♪ Kyua Uinku debyū!                                                         | 16 febbraio 2025 |         |
| 4  | L'idol leggendario!? Hibiki Kaito 「レジェンドアイドル！？響 カイト」 - Rejendo aidoru!? Hibiki Kaito                                                                           | 23 febbraio 2025 |         |
| 5  | Abbiamo trovato un manager! 「マネージャーさん、ついちゃった！」 - Manējā-san, tsuichatta!                                                                                      | 2 marzo 2025     |         |
| 6  | Sento il cuore palpitare forte!? 「心キュンキュンしてます！？」 - Kokoro kyunkyun shitemasu!?                                                                                   | 9 marzo 2025     |         |
| 7  | Il cuore danza♪ Il debutto di Cure Kyun-Kyun! 「心おどる♪ キュアキュンキュンデビュー！」 - Kokoro odoru♪ Kyua Kyun-Kyun debyū!                                                  | 23 marzo 2025    |         |
| 8  | Un pigiama party con tutte! La grande ricerca Idol Pretty Cure! 「みんなでお泊り！アイドルプリキュア大研究！」 - Minna de otomari! Aidoru Purikyua daikenkyū!                   | 30 marzo 2025    |         |
| 9  | Le sette meraviglie di Nana! 「ななの七不思議！」 - Nana no nana fushigi! | 6 aprile 2025    |         |
| 10 | Il CD di debutto! Idol Pretty Cure! 「ＣＤデビュー！アイドルプリキュア！」 - CD debyū! Aidoru Purikyua!                                                                         | 13 aprile 2025   |         |
| 11 | Trio Dreams 「Ｔｒｉｏ Ｄｒｅａｍｓ」 - Trio Dreams | 20 aprile 2025   |         |
| 12 | Tanto amore per Purirun♡ È arrivata Meroron! 「プリルン大好き♡ メロロンがやってきた！」 - Purirun daisuki♡ Meroron ga yattekita!                                                | 27 aprile 2025   |         |
| 13 | Urrà-urrà! Le KirakiLight! 「フレッフレッ！キラキライト！」 - Furefure! Kirakiraito!                                                                                            | 4 maggio 2025    |         |
| 14 | Cara mamma ~Un messaggio che proviene dal cuore~ 「お母さんへ～こころからのメッセージ～」 - Okā-san e ~Kokoro kara no messēji~                                                  | 11 maggio 2025   |         |
| 15 | L'operazione che farà innamorare follemente la sorellona, mero~! 「ねえたまメロメロ大作戦メロ～！」 - Nē-tama meromero daisakusen mero~!                                        | 18 maggio 2025   |         |
| 16 | La piena fioritura! L'allenamento intensivo! L'Hanamichi Town Fest! 「満開！特訓！はなみちタウンフェス！」 - Mankai! Tokkun! Hanamichi Taun Fesu!                               | 25 maggio 2025   |         |
| 17 | La decisione di Purirun! Let's go, verso Kirakiland! 「プリルンの決意！キラキランドへレッツゴー！」 - Purirun no ketsui! Kirakirando e rettsu gō!                               | 1º giugno 2025   |         |
| 18 | Tu chi sei!? Il cuore colpito in un lampo♡ 「キミは誰！？ハートズキューンされちゃった♡」 - Kimi wa dare!? Hāto zukyūn sarechatta♡                                               | 8 giugno 2025    |         |
| 19 | Il giuramento di coppia♪ Il debutto di Cure Zukyoon & Cure Kiss! 「ふたりの誓い♪ キュアズキューン＆キュアキッスデビュー！」 - Futari no chikai♪ Kyua Zukyūn & Kyua Kissu debyū! | 15 giugno 2025   |         |
| 20 | Puri~! Un picnic alla ricerca dei ricordi! 「プリ～！思い出さがしのピクニック！」 - Puri~! Omoide sagashi no pikunikku!                                                         | 22 giugno 2025   |         |
| 21 | Straordinario! Un miracolo all'unisono! 「とびっきり！キセキのユニゾン！」 - Tobikkiri! Kiseki no yunizon!                                                                      | 29 giugno 2025   |         |
| 22 | Idol Pretty Cure VS Zukyoon Kiss!? 「アイドルプリキュアＶＳズキューンキッス！？」 - Aidoru Purikyua VS Zukyūn Kissu!?                                                           | 6 luglio 2025    |         |
| 23 | Questo è il mio autografo! 「これが私のサイン！」 - Kore ga watashi no sain! | 13 luglio 2025   |         |
| 24 | Le vacanze estive di Tanakahn! 「タナカーンの夏やすみ！」 - Tanakān no natsuyasumi!                                                                                             | 20 luglio 2025   |         |
| 25 | Facciamo l'occhiolino in un campo di girasoli 「ひまわり畑でウインクして」 - Himawari batake de uinku shite                                                                     | 27 luglio 2025   |         |
| 26 | Più il cuore palpita, meglio è! 「キュンこそものの上手なれ！」 - Kyun koso mono no jōzu nare!                                                                                   | 3 agosto 2025    |         |
| 27 | Abbiamo aperto un canale CureTube! 「キュアチューブはじめました！」 - KyuaChūbu hajimemashita!                                                                                  | 10 agosto 2025   |         |
| 28 | Baubau! Insieme a Kyū-chan! 「わんわん！きゅーちゃんと一緒！」 - Wanwan! Kyū-chan to issho!                                                                                     | 17 agosto 2025   |         |
| 29 | Le amiche di Meroron 「メロロンのともだち」 - Meroron no tomodachi | 24 agosto 2025   |         |
| 30 | Pretty Cure! Kirakkiran For You! 「プリキュア！キラッキラン・フォー・ユー！」 - Purikyua! Kirakkiran Fō Yū!                                                                     | 31 agosto 2025   |         |
| 31 | La idol centrale delle Idol Pretty Cure!? 「アイドルプリキュアのセンター！？」 - Aidoru Purikyua no sentā!?                                                                     | 7 settembre 2025 |         |

### Film
| Titolo | Prima visione                |
| Titolo | Giapponese (cinematografica) |
| --- | ---------------------------- |
| Eiga You and Idol Pretty Cure♪ - Omatase! Kimi ni todokeru KirakkiLive! (映画 キミとアイドルプリキュア♪ お待たせ！キミに届けるキラッキライブ！?, Eiga Kimi to Aidoru Purikyua♪ Omatase! Kimi ni todokeru KirakkiRaibu!) | 12 settembre 2025            |

### Musiche
I brani musicali e la colonna sonora della serie sono pubblicate in vari CD e raccolte da Marvelous.
| Nº | Titolo CD | Numero tracce | Data uscita giapponese |
| -- | --- | ------------- | ---------------------- |
| 1  | Kimi to Idol Precure♪ Light Up! / Trio Dreams (キミとアイドルプリキュア♪ Ｌｉｇｈｔ Ｕｐ！／Ｔｒｉｏ Ｄｒｅａｍｓ?)                                                 | 6             | 26 marzo 2025          |
| 2  | Kimi to Idol Precure♪ Debut Single (キミとアイドルプリキュア♪ デビューシングル?)                                                                                    | 6             | 26 febbraio 2025       |
| 3  | Kimi to Idol Precure♪ - Original Soundtrack: Precure Kirakira Sound!! (キミとアイドルプリキュア♪ オリジナル・サウンドトラック プリキュア・キラキラ・サウンド！！?)  | 37            | 28 maggio 2025         |
| 4  | Kimi to Idol Precure♪ - Vocal Album ~We are! You & IDOL PRECURE♪~ (キミとアイドルプリキュア♪ ボーカルアルバム 〜Ｗｅ ａｒｅ！Ｙｏｕ ＆ ＩＤＯＬ ＰＲＥＣＵＲＥ♪〜?) | 15            | 23 luglio 2025         |
| 5  | Kimi to Lulala / Shiny Shiny IDOL (キミとルララ／Ｓｈｉｎｙ Ｓｈｉｎｙ ＩＤＯＬ?)                                                                                   | 5             | 27 agosto 2025         |